# هوهانس مانوئلیان
هوهانس موریسی مانوئلیان (ارمنی: Հովհաննես Մորիսի Մանվելյան؛   ) پزشک، عصب‌شناس و استاد اهل ارمنستان است.

## زندگی‌نامه
وی در ایروان به دنیا آمد . همچنین برندهٔ جوایزی همچون مدال مخیتار هراتسی (۲۰۱۷) شده‌است.

## یادداشت
1. ↑  բժշկական գիտությունների դոկտոր